# C/2011 W3 (Lovejoy)
C/2011 W3 (Lovejoy) war ein Komet, der im Dezember 2011 nur auf der Südhalbkugel mit bloßem Auge beobachtet werden konnte. Er gehörte zur Kreutz-Gruppe der sonnenstreifenden Kometen und wurde bei seinem engen Vorbeigang an der Sonne von mehreren Raumsonden beobachtet. Nachdem im Vorfeld erwartet worden war, dass der Komet die Annäherung an die Sonne nicht überstehen würde, entfernte er sich zunächst scheinbar unbeschadet wieder von ihr. Knapp zwei Tage später zerfiel er jedoch spontan, sein übriggebliebener Schweif war noch bis Mitte März 2012 zu beobachten.

## Entdeckung und Beobachtung
Der australische Amateurastronom Terry Lovejoy, der zuvor bereits zwei Kometen entdeckt hatte, fand am frühen Morgen des 28. November 2011 (Ortszeit) ein Objekt auf einer Serie von Aufnahmen, die er mit seinem 20-cm-Teleskop gemacht hatte. Das verwaschene Objekt hatte sich rasch weiterbewegt, aber er war nicht sicher, ob es nicht nur ein optischer Reflex wäre. Zwei Tage danach erstellte er neue Aufnahmen von der vermuteten Position des Objekts und konnte es wieder auffinden. Er informierte mehrere andere Beobachter und bat sie, seine Entdeckung zu überprüfen. Am 2. Dezember (Ortszeit) konnte sie durch eine Beobachtung am 1-m-Teleskop des Mt John University Observatory in Neuseeland bestätigt werden. Zum Zeitpunkt seiner Entdeckung war der Komet 0,76 AE von der Sonne und 0,72 AE von der Erde entfernt. Lovejoy berichtete eine Helligkeit von 15 mag, aber die Beobachtungen in Neuseeland zeigten Helligkeiten eher bei 17 mag. Für Beobachter auf der Erde hatte der Komet bei seiner Entdeckung noch eine Elongation von 50° zur Sonne, aber er bewegte sich am Himmel schnell mit etwa 0,2°/h auf diese zu.
Bereits kurz nach seiner Entdeckung wurde bemerkt, dass die Bahn des Kometen der eines Sonnenstreifers der Kreutz-Gruppe ähnelt. Es war der erste dieser Gruppe, der seit dem Kometen C/1970 K1 (White-Ortiz-Bolelli) von einem Beobachter auf der Erde entdeckt worden war. Sein Vorbeigang an der Sonne würde nach ersten Berechnungen nur in einem Abstand von etwa 140.000 km zur Sonnenoberfläche erfolgen, und da es kein sehr massiver Komet war, wurde nicht damit gerechnet, dass er dieses überstehen würde. Obwohl der Komet in den folgenden Tagen auch von der Erde beobachtet wurde, wurden die Beobachtungen durch seine Annäherung an die Sonne schwieriger, aber er geriet ab 11./12. Dezember in das Blickfeld der Kameras des SECCHI-Experiments der beiden STEREO-Raumsonden und ab 14. Dezember in das des LASCO-Koronografen von SOHO. Außerdem konnte der Komet auch im Ultravioletten vom Sonnenforschungssatelliten SDO und dem Kleinsatelliten Proba-2 beobachtet werden.
Am 11. Dezember hatte der Komet bereits eine Helligkeit von etwa 6 mag erreicht und am 14. Dezember war diese bis auf 2 mag angestiegen. Er war zu diesem Zeitpunkt der hellste Sonnenstreifer, der von SOHO beobachtet worden war. Am 15. Dezember erreichte der Komet schließlich eine Helligkeit von −3 mag, möglicherweise war er noch etwas heller, denn die Aufnahmen von SOHO zeigten Sättigungseffekte. Der Staubschweif des Kometen zeigte in animierten Bildsequenzen deutliche Interaktionen mit dem Sonnenwind, auch ein schwacher Gasschweif konnte beobachtet werden. Eine weitere Raumsonde, die Bilder des Kometen lieferte, war dann noch das japanische Weltraumteleskop Hinode.
Für Beobachter auf der Erde ging der Komet vom 15. Dezember 23:58 Uhr UT bis 16. Dezember 00:28 Uhr UT, also um die Zeit seines Periheldurchgangs, hinter der Sonne vorbei. Auch alle Raumsonden im Erdorbit konnten daher diesen Moment der größten Annäherung an die Sonne nicht direkt beobachten, aber die STEREO-Raumsonden, die sehr weit von der Erde entfernt standen, konnten den Vorbeigang ununterbrochen verfolgen. Als große Überraschung für die Forscher erschien der Kern des Kometen nach seinem Durchgang durch die Sonnenkorona wieder auf der anderen Seite der Sonnenscheibe. Er hatte keinen Schweif mehr, bildete aber innerhalb einiger Stunden wieder einen neuen aus.
Nachdem sich der Komet wieder etwas von der Sonne entfernt hatte, wurde er auch für Beobachter auf der Erde wieder sichtbar. Erste Beobachtungen gelangen noch am 16. November, einen Tag später konnte ihn auch T. Lovejoy am Taghimmel fotografieren, in Brasilien gelang eine Beobachtung bei einer Helligkeit von etwa −3 mag.

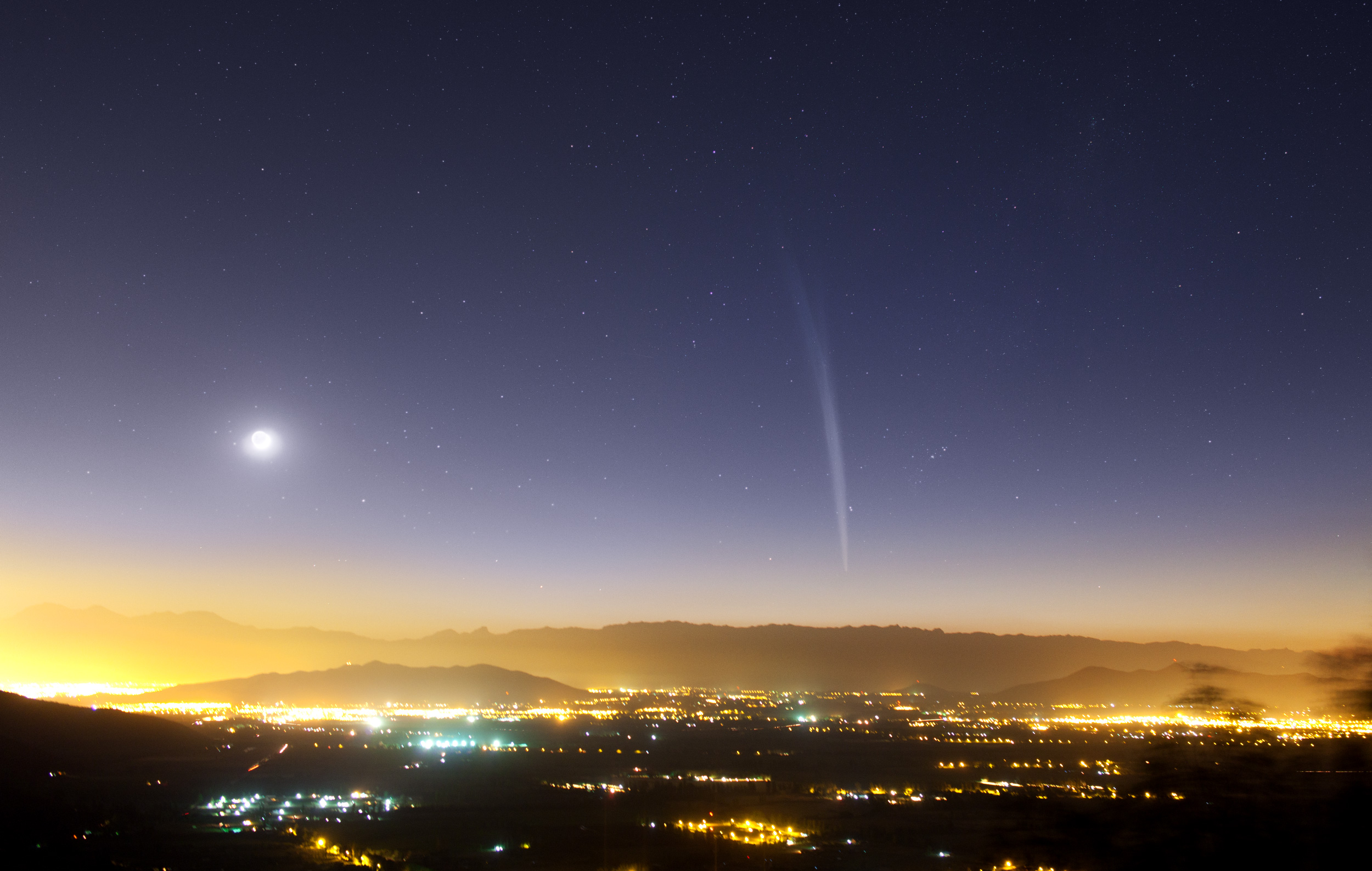
Komet Lovejoy über Santiago de Chile am 22. Dezember 2011

Am 18. Dezember war die Helligkeit auf −1 mag zurückgegangen. Die Raumsonde STEREO zeichnete im Laufe dieses und des folgenden Tages ein merkwürdiges Phänomen auf: Der Kopf des Kometen schien kleiner zu werden und ein intensiver Staubschweif begann sich immer länger und breiter auszudehnen. Ab 20. Dezember wurden insbesondere auf der Südhalbkugel die Beobachtungsbedingungen immer besser, wo der Komet in der Morgendämmerung mit einem 15° langen Schweif gesehen werden konnte. Verglichen mit seiner eingehenden Bahn war er jetzt auch bei vergleichbarem Sonnenabstand sogar noch deutlich heller. Sein Erscheinungsbild erinnerte stark an den Kometen C/1965 S1 (Ikeya-Seki), ebenfalls ein Sonnenstreifer der Kreutz-Gruppe. Die Schweiflänge entwickelte sich in den folgenden Tagen noch bis über 30°, aber der Komet schien keinen Kopf mehr zu besitzen. Bis Ende des Jahres nahm die Helligkeit wieder ab, so dass er danach kaum mehr mit bloßem Auge gesehen werden konnte. Der Schweif des Kometen konnte noch bis etwa drei Monate nach dem Periheldurchgang verfolgt werden.
T. Lovejoy erhielt gemeinsam mit fünf Entdeckern anderer Kometen im Jahr 2012 den Edgar Wilson Award.

## Wissenschaftliche Auswertung

Komet Lovejoy vom 12.–14. Dezember 2011 von der Raumsonde STEREO-A beobachtet, die Interaktion des Sonnenwindes mit dem Schweif ist erkennbar.

Während sich der Komet noch auf die Sonne zubewegte, konnten bei Abständen von zehn bis zwei Sonnenradien von deren Mittelpunkt mit dem Ultraviolet Coronagraph Spectrometer von SOHO Messwerte gewonnen werden. Deren Auswertung ermöglichte Aussagen sowohl über die physikalischen Eigenschaften des Sonnenwinds in der Kometenumgebung, als auch über die Ausgasungsraten des Kometen, die Häufigkeit verschiedener Elemente wie Stickstoff, Sauerstoff und Silizium im Verhältnis zu Wasserstoff und die Zusammensetzung der Staubkörner im Schweif. Für die Größe des Kometenkerns vor der größten Annäherung an die Sonne wurde ein Radius von 170–270 m abgeschätzt.
Der Komet Lovejoy war der zweite Komet, der unmittelbar vor seinem Periheldurchgang durch das Atmospheric Imaging Assembly (AIA) an Bord des Solar Dynamics Observatory (SDO) im extremen Ultraviolett beobachtet werden konnte. Die beobachteten Emissionen wurden auf die Emissionslinien von drei- bis fünffach ionisiertem Sauerstoff zurückgeführt, der im Wesentlichen durch Photodissoziation von ausgasendem Wasser und anschließende schrittweise Ionisation durch den Sonnenwind entstanden war. Auch die Linien von sieben- bis achtfach ionisiertem Eisen konnten für die Emissionen mit verantwortlich gewesen sein. Auch nach dem Austritt hinter der Sonnenscheibe konnte AIA noch weitere Aufnahmen von dem Kometen und dem von ihm zurückbleibenden Material machen.

Komet Lovejoy nach dem Periheldurchgang, Aufnahme des Solar Dynamics Observatory am 16. Dezember 2011

Als der Komet am 15./16. Dezember tief in die Sonnenkorona eintauchte, bot dies durch die intensive Beobachtung der Veränderungen in Richtung, Intensität, Helligkeit und Beständigkeit des Kometenschweifs im extremen Ultraviolett aus verschiedenen Perspektiven auch eine nie zuvor gegebene Gelegenheit, das inhomogene Magnetfeld in der Korona zu studieren. Neben den Messergebnissen im extremen Ultraviolett, die vom SDO geliefert wurden, konnten auch Messungen mit einem Röntgenteleskop an Bord von Hinode ausgewertet werden. Auch hier konnten die Emissionen auf zwei- bis sechsfach ionisierten Sauerstoff zurückgeführt werden. Auch die Signatur von dreifach ionisiertem Kohlenstoff konnte festgestellt werden. Aus der Menge des Sauerstoffs konnte eine Massenverlustrate des Kometenkerns von etwa 9500 t/s und ein gesamter Massenverlust von etwa 10 Mio. t während der Beobachtungen abgeleitet werden. Für die Größe des Kerns vor dem Periheldurchgang wurde ein Radius von 300 m abgeschätzt.
Die Kombination der zwei unterschiedlichen Perspektiven, unter denen der Komet bei seinem Periheldurchgang von den beiden STEREO-Raumsonden beobachtet werden konnte, bot die Möglichkeit, polarimetrische Messungen über einen weiten Bereich von Phasenwinkeln anzustellen. Es konnten dabei extreme Werte für die Polarisation gemessen werden. Auch eine Bänderung im Schweif, verbunden mit einer mit dem Abstand vom Kern zunehmenden Polarisation, konnte beobachtet werden, die vermutlich durch Magnesium-reiche Silicat-Partikel verursacht wurde, die sich größenabhängig verteilten.

### Auswertung der Messergebnisse
Das im ersten Moment unbeschadete Durchlaufen des Kometen durch die innere Sonnenkorona bei einem Abstand von nur etwa 1,2 Sonnenradien von deren Mittelpunkt warf ein Problem auf, da der Komet (unter Ansatz einiger plausibler Randbedingungen für seinen inneren Aufbau) sich bereits weit innerhalb der Roche-Grenze bewegte, wo er eigentlich durch die Gezeitenkräfte hätte zerrissen werden müssen, die dort größer als der innere Zusammenhalt durch seine eigene Gravitation und seine Zugfestigkeit wurden. Es wurde daher vorausgesetzt, dass das Kernmaterial wesentlich fester war oder dass zusätzliche Kräfte auf den Kometen diesen stabilisierten und es wurde angenommen, dass dies durch den starken Rückstoß der sublimierenden Eismassen des Kometenkerns in Sonnennähe erfolgt sein könnte. Unter dieser Voraussetzung wurde ein maximaler Radius des Kometenkerns von etwa 11 km und ein minimaler Radius von 200 m abgeleitet. Die Helligkeit des Kometen bei noch größerem Sonnenabstand wies auf einen Radius von etwa 600 m bis 1 km hin, was gut im Rahmen dieser Abschätzung liegt.
Zur Bestimmung der Größe der Kometenkerne wurde eine neue Methode entwickelt, bei der der Helligkeitsabfall in der Koma zugrunde gelegt und mit mathematischen Verfahren ausgewertet wird. Für den Kometen C/2011 W3 (Lovejoy) wurde damit nach einer Aufnahme des LASCO-Instruments von SOHO vom 16. Dezember 2011 nach dem Periheldurchgang ein Radius des Kerns von etwa 455 ± 100 m ermittelt.

### Sonnenstreifer der Kreutz-Gruppe
In zahlreichen Untersuchungen hatten Z. Sekanina und P. W. Chodas die Entstehung der Kreutz-Gruppe der Sonnenstreifer theoretisch untersucht. Die bis dahin beobachteten Mitglieder dieser Gruppe von Kometen mit ähnlichen Umlaufbahnen, die sie bis in die äußeren Bereiche der Sonnenkorona führen, stammen alle von einem hypothetischen sehr großen Ursprungskörper ab, der zu einem lange zurückliegenden Zeitpunkt wahrscheinlich zunächst in zwei Superfragmente zerbrach, die dann jeweils zu unterschiedlichen Zeitpunkten nach und nach in kleinere Bruchstücke zerfielen (Kaskadierende Zersplitterung). Während der vergangenen 400 Jahre wurden etwa 30 größere Mitglieder dieser Kometenfamilie beobachtet, ab 1996 konnten mit dem Weltraumobservatorium SOHO auch tausende Mini-Kometen bei ihrer Annäherung an die Sonne verfolgt werden, die alle verdampften oder darin verglühten.
Die Mitglieder der Kreutz-Gruppe der sonnenstreifenden Kometen, die seit Anfang des 18. Jahrhunderts beobachtet wurden, zeigen eine auffällige Häufung in Abständen von etwa 80 Jahren. So erschien der hellste Sonnenstreifer des 19. Jahrhunderts, der Große Septemberkomet C/1882 R1, zeitlich umgeben von einigen Vor- und Nachläufern, in den 1880er Jahren, während sich um die 1960er Jahre eine weitere Häufung von Kreutz-Sonnenstreifern rund um den Kometen C/1965 S1 (Ikeya-Seki) abzeichnete.
Sekanina und Chodas konnten zeigen, dass die Kometen der Kreutz-Gruppe durch ihre innere Instabilität an jedem Punkt ihrer elliptischen Umlaufbahnen spontan zerbrechen oder zerfallen können. Wenn dies in großer Entfernung von der Sonne geschieht, verändern sich die Umlaufbahnen der Bruchstücke relativ zu ihrem Elternkomet mehr oder weniger stark. Wenn der Zerfall jedoch in Sonnennähe stattfindet, hat dies im Wesentlichen nur Auswirkung auf die zukünftige Umlaufzeit der Bruchstücke. Unter der Annahme, dass sich die Bruchstücke nach ihrer Trennung mit einer Geschwindigkeit von etwa 1 m/s voneinander entfernen, würden sie bei ihrer nächsten Rückkehr mit einem zeitlichen Abstand von etwa 80 Jahren wieder in Sonnennähe kommen.
Aus diesen Überlegungen heraus und durch eine ständig zunehmende Zahl der von SOHO beobachteten Kleinstkometen postulierten Sekanina und Chodas daher bereits 2007: „Es ist zu erwarten, dass in den kommenden Jahrzehnten ein weiterer Schwarm von hellen Sonnenstreifern ankommt, seine ersten Mitglieder vielleicht in nur wenigen Jahren von heute.“

### Erstes helles Mitglied eines neuen Sonnenstreifer-Schwarms?
Nach dem Erscheinen des Kometen C/2011 W3 (Lovejoy) stellte sich die Frage: War dies das erste bedeutende Mitglied des für das 21. Jahrhundert vorhergesagten Schwarms? Die Antwort auf diese Frage hängt entscheidend davon ab, die Umlaufzeit dieses Kometen genau bestimmen zu können. Wenn die Umlaufzeit 400 Jahre oder weniger betragen würde, könnte er ein Bruchstück eines der im 17. Jahrhundert oder danach beobachteten Sonnenstreifer gewesen sein. Wenn die Umlaufzeit jedoch deutlich mehr als 400 Jahre betragen würde, dann sollte er tatsächlich zu dem neuen Schwarm gehören.
Für den Kometen Lovejoy stellte sich jedoch die Schwierigkeit, dass er nur während seiner Annäherung an die Sonne für eine relativ kurze Zeit präzise von der Erde aus beobachtet und seine Position bestimmt werden konnte. Alle Positionsbestimmungen auf Grundlage der Beobachtungen mit den Raumsonden während seiner Umrundung der Sonne erwiesen sich als zu ungenau und damit unbrauchbar. Und nur kurz nach dem Vorbeigang an der Sonne war der Komet zerfallen, so dass von da an auch keine exakten Positionsbestimmungen seines Kerns mehr möglich waren. Es gelang jedoch Sekanina und Chodas ein neuartiges Verfahren zu entwickeln, mit dem auch die virtuellen Positionen des nicht mehr existierenden Kerns aus dem verbliebenen Schweif mit hoher Genauigkeit rekonstruiert werden konnten. Unter Verwendung aller dieser Daten konnte doch noch eine Berechnung der Bahnelemente des Kometen vorgenommen werden. Seine Umlaufzeit wurde dabei auf etwas unter 700 Jahre bestimmt, der Komet konnte damit kein Bruchstück eines der in den letzten Jahrhunderten beobachteten Sonnenstreifer gewesen sein und es wurde geschlussfolgert, dass der Komet Lovejoy „das erste Mitglied des neuen Schwarms heller Kreutz-Sonnenstreifer des 21. Jahrhunderts“ war, wie vier Jahre zuvor vorhergesagt.

### Zerfall des Kometen
Durch Auswertung aller vorliegenden Messergebnisse und daraus abgeleitete theoretische Überlegungen konnten Sekanina und Chodas ein sehr umfassendes Bild des Kometen und der Vorgänge, denen er unterworfen war, erstellen:
- Bis zum Erreichen des Perihels konnte der Komet die zunehmend widrigen Umstände in der Sonnenkorona unbeschadet überstehen. Er hinterließ einen gut ausgebildeten Schweif aus Staubkörnern, wahrscheinlich Silicate von unter 1 µm Größe und kohlenstoffreiches organisches Material.
- Als der Komet weniger als 1,8 Sonnenradien von dieser entfernt war, bildete er keinen Schweif mehr aus, da bei diesem geringen Sonnenabstand alle freigesetzten Staubkörner begannen zu sublimieren.
- Etwa 15 Stunden vor dem Perihel hatte sich die Oberfläche des Kometen möglicherweise bereits bis auf mehr als 500 K aufgeheizt, während 10–20 m unter seiner Oberfläche die Temperatur noch bei deutlich unter 100 K lag. In der verbliebenen Zeit bis zum Perihel stieg die Oberflächentemperatur dann rasant an bis auf 3000 K, während das Innere in Tiefen unter 30 m noch weitgehend kühl blieb.
- Durch diese enorme Hitze an der Oberfläche, durch die kometen-typische Olivin-Mineralien bereits schmelzen, bildeten sich thermische Spannungen aus, die die obersten Schichten des Kometenkerns zu Staub zerfallen ließen. Der abgelöste Staub sublimierte in der Sonnenhitze und wurde durch die Strahlungsenergie in seine atomaren Bestandteile zerlegt und ionisiert. So konnten vom Solar Dynamics Observatory (SDO) große Mengen an ionisiertem Sauerstoff und Kohlenstoff beobachtet werden. Der Sauerstoff konnte dabei jedoch nicht aus photodissoziiertem Wasser stammen, wie zunächst angenommen, da der relativ kleine Kometenkern zu diesem Zeitpunkt keine ausreichend großen Mengen an Wassereis mehr enthalten konnte, sondern stammte wahrscheinlich aus Silicaten.
- In den folgenden 40 Stunden gab es noch bis zu drei heftige Staubausbrüche von dem Kometen, bei denen jeweils etwa 1 Mio. t an Staubpartikeln mit hoher Geschwindigkeit von mindestens 150 m/s ausgestoßen wurden (und die nicht mehr sublimierten). Sie formten den breiten Schweif, der noch länger zu beobachten war.
- Kurz vor dem endgültigen Zerfall des Kometenkerns etwa 1 ½ Tage nach dem Periheldurchgang besaß er mindestens noch einen Durchmesser von 150–200 m und eine Masse von 1 Mio. t.
- Wenn auch die Oberflächentemperatur des Kometen bereits kurz nach der größten Annäherung an die Sonne wieder abgesunken war, dauerte es trotzdem lange, bis dieser Hitzeimpuls sich im Innern des Kometen ausbreiten konnte, so dass 1,6 Tage nach dem Periheldurchgang die Temperatur in 50 m Tiefe erst bei 100 K lag. Dennoch bildete sich durch diese Wärmemunterschiede eine zunehmende mechanische Zugspannung im Material des Kometenkerns aus, so dass schließlich seine innere Festigkeit überschritten wurde. Es bildeten sich Risse und Spalten bis in sein tiefstes Inneres und zum Zeitpunkt Dezember 17,6 ± 0,2 UT kam es schlussendlich zum katastrophalen Zerfall des Kerns. Dabei kann auch das Freisetzen und schlagartige Verdampfen von hochflüchtigen Substanzen im Innern des Kometen eine zusätzliche Rolle gespielt haben, es ist aber nicht ursächlich notwendig für den Zerfall gewesen.
- Die Bruchstücke, die nach dem Zerfall des Kometenkerns übrigblieben, waren nicht mehr größer als 1–2 mm und bewegten sich mit einer Geschwindigkeit von 20–30 m/s auseinander. Sie bildeten einen hellen Streifen innerhalb des übriggebliebenen Schweifs.

Der Mechanismus der langsam in den Kometenkern vordringenden Hitze in Verbindung mit den sich zunehmend aufbauenden thermischen Spannungen kann auch als generelles Prinzip verantwortlich sein für die kaskadierende Zersplitterung der sonnenstreifenden Kometen auch noch in großem Abstand zur Sonne. Ebenso widerspricht das Überstehen der widrigen Umstände in der Sonnenkorona einem Modell, bei dem die Kometenkerne nur als loser Haufen von Geröll ohne inneren Zusammenhalt angesehen werden.

### Einordnung in die Familie der Kreutz-Sonnenstreifer
Die Einordnung des Kometen C/2011 W3 (Lovejoy) in die Hierarchie des Kreutz-Systems sonnenstreifender Kometen bleibt teilweise spekulativ. Unter Berücksichtigung seiner vorigen Rückkehr in Sonnennähe, die nominell um das Jahr 1329 stattfand, kann jedoch ein mögliches Szenario erstellt werden.
Demnach könnte sich um das Jahr 467 in Sonnennähe ein Fragment vom Vorgängerkometen des Sonnenstreifers X/1106 C1 getrennt haben, das fern von der Sonne weiter zerfiel, so dass der Elternkomet des Kometen Lovejoy um das Jahr 1329 wieder in Sonnennähe kam. Damals löste sich der direkte Vorgänger des Kometen Lovejoy in Sonnennähe von diesem Elternkomet, zerbrach vielleicht fern von der Sonne noch in weitere Bruchstücke und eines davon kehrte 2011 als der Komet Lovejoy zur Sonne zurück, der schließlich vollständig zerfiel.
Demnach stand er nur indirekt in Verbindung mit dem Kometen X/1106 C1 und dessen direktem Abkömmling, dem Großen Märzkometen C/1843 D1, aber es könnten ihm in den kommenden Jahren oder Jahrzehnten noch gleich helle oder hellere Sonnenstreifer auf ähnlichen Umlaufbahnen folgen. Es gab bereits einige von SOHO beobachtete Mini-Kometen auf solchen Bahnen.
Es wurde auch vermutet, dass eine auffällige Zunahme der Häufigkeit der von SOHO und STEREO beobachteten Mini-Kometen, wie in den Jahren 2008 bis 2011 festgestellt werden konnte, generell als ein Hinweis auf die baldige Ankunft eines größeren Sonnenstreifers gedeutet werden könnte. Z. Sekanina und R. Kracht konnten jedoch zeigen, dass diese scheinbare Koinzidenz zwischen dem gehäuften Auftreten der Mini-Kometen und dem Erscheinen des Kometen Lovejoy kurz darauf ein reiner Zufall gewesen ist.

## Umlaufbahn
Für den Kometen konnte aus 123 Beobachtungsdaten über einen Zeitraum von 40 Tagen eine elliptische Umlaufbahn bestimmt werden, die um rund 134° gegen die Ekliptik geneigt ist. Die Bahn des Kometen verläuft damit schräg gestellt zu den Bahnebenen der Planeten, er durchläuft seine Bahn gegenläufig (retrograd) zu ihnen. Im sonnennächsten Punkt (Perihel), den der Komet am 16. Dezember 2011 durchlaufen hat, war er etwa 831.000 km vom Sonnenmittelpunkt entfernt, das entspricht etwas weniger als 1,2 Sonnenradien. Der Komet befand sich also nur etwa 135.000 km über der Sonnenoberfläche. Auf dem Weg zum Perihel war er bereits am 29. Oktober dem Jupiter bis auf etwas mehr als 4 ½ AE und einige Stunden danach dem Mars bis auf etwa 163,5 Mio. km nahegekommen. Am 2. Dezember erfolgte die größte Annäherung an die Erde bis auf etwa 104,1 Mio. km (0,70 AE). Am 10. Dezember folgte ein Vorbeigang am Merkur in etwa 43,3 Mio. km Abstand und am 15. Dezember näherte er sich der Venus bis auf etwa 107,1 Mio. km.
Nach seinem Periheldurchgang erfolgte am 17. Dezember eine weitere Annäherung an den Merkur bis auf etwa 37,2 Mio. km. Die Überreste des Kometen zogen am 7. Januar 2012 im Abstand von etwa 74,7 Mio. km (0,50 AE) noch einmal an der Erde vorbei.
Die Bahnelemente der JPL Small-Body Database und auch die überarbeiteten, die Sekanina und Chodas angeben, berücksichtigen beide keine nicht-gravitativen Kräfte auf den Kometen, nach ihnen hätte er sich einige Jahrhunderte vor seiner Passage des inneren Sonnensystems noch auf einer langgestreckten elliptischen Bahn bewegt mit einer Exzentrizität von etwa 0,999929 und einer Großen Halbachse von etwa 77,6 AE, so dass seine Umlaufzeit bei etwa 683 Jahren lag. Die letzte Passage durch das innere Sonnensystem könnte demnach Anfang 1329 (Unsicherheit ±2 a) erfolgt sein. Alexandre Guy Pingré verzeichnet in seiner Cométographie keinen Kometen um diese Zeit, er könnte also unbeobachtet geblieben oder auch damals nicht auf der Nordhalbkugel sichtbar gewesen sein. Auch Hasegawa und Nakano führen keinen „passenden“ Kometen in ihrer Liste von möglichen Sonnenstreifern aus historischen Berichten.